# 千宗左 (14代)
千 宗左（せん そうさ、1938年〈昭和13年〉5月6日 - ）は、日本の茶道家。表千家13代千宗左の長男。
不審庵理事長、表千家同門会名誉会長。京都府出身。中央大学文学部卒。本名は岑一郎（しんいちろう）。号は而妙斎（じみょうさい）。妻は細川護貞の長女・明子。妹・昭子の夫（義弟）は斎藤十朗。

## 略歴
1967年（昭和42年）に大徳寺の方谷浩明老師より「而妙斎」の号を与えられて宗員となる。
1979年（昭和54年）に即中斎（13代宗左）が逝去し、翌1980年（昭和55年）2月28日に14代宗左を襲名。古来の伝統を保守する茶風をつらぬく。
1990年（平成2年）には利休400年忌を迎え、法要をいとなみ茶事を催している。

## 著書
- 『定本茶の湯表千家』主婦の友社, 1993
- 『習事八箇条』河原書店, 2001
- 『飾物五箇条』河原書店, 2001
- 『はじめての茶の湯 : 決定版 (主婦の友新実用books. Hobby)』主婦の友社, 2009
- 『表千家茶の湯入門 上・下 新版』河原書店, 2018
- 『茶の湯随想 新装』主婦の友社, 2020